# 2-형식
선형 대수학에서 2-형식(two-form) 쌍선형 형식의 또 다른 이름으로, 특히 비공식 토론에서 사용되거나 혹은 쌍선형 형식이 반대칭 행렬임을 암시하면서 사용되는 경우도 있다.
미분 기하학에서 2-형식은 2차 미분 형식을 나타낸다. 즉 2-형식은 계수-2인 반대칭 공변 텐서 장이다.
주어진 벡터 공간에 대해 기본 1-형식 사이의 외적으로 2-형식 공간이 생성된다.
미분 형식을 참조하여라.

## 같이 보기
- 혼합 텐서
- 독립 텐서
- 미분 형식
- 미분 기하학
- 쌍선형 형식